# Joshua Fit the Battle of Jericho
Joshua fit the battle of Jericho (ook "Joshua fought the battle of Jericho" en "Battle of Jericho") is een Afro-Amerikaanse spiritual over de slag bij Jericho, zoals beschreven in het boek Jozua van de Hebreeuwse Bijbel (of het christelijke Oude Testament). Een componist is niet bekend, het nummer dateert uit het begin van de 19e eeuw, waar het gezongen werd door tot slaaf gemaakte Afro-Amerikanen, die in het nummer hun verlangen naar vrijheid bezongen. Sommige verwijzingen suggereren dat het auteursrechtelijk beschermd was door Jay Roberts in 1865, in 1882 werd het lied gepubliceerd in Jubilee Songs van MG Slayton en in A Collection of Revival Hymns and Plantation Melodies van Marshall W. Taylor, waarin het "Make Ready" heette.

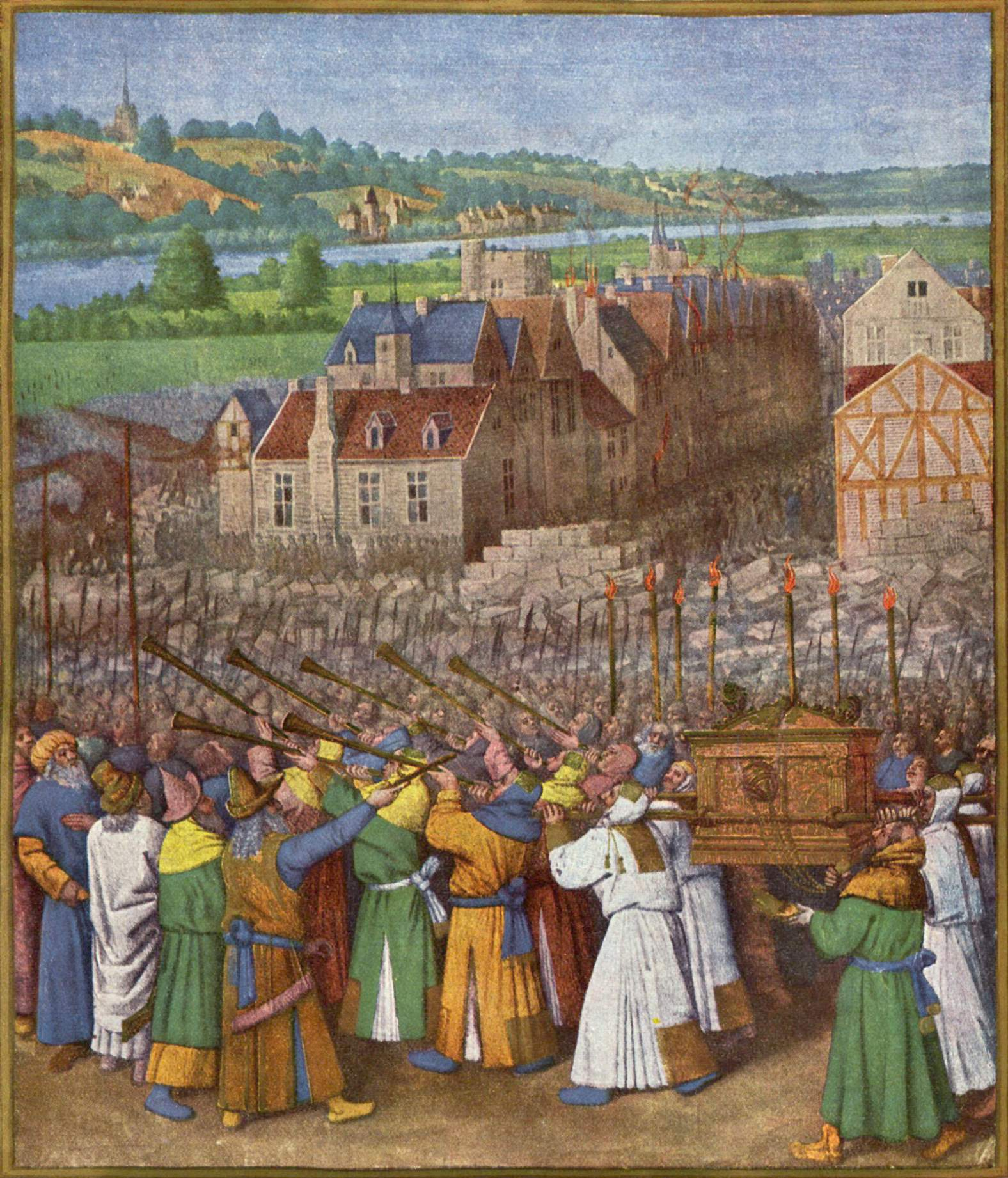
Middeleeuwse miniatuur van Jean Fouquet van het Bijbelse verhaal over de Val van Jericho

## Bijbelverhaal
Jericho was de eerste stad in het Beloofde Land die de Israëlieten veroverden na hun uittocht uit Egypte. Onder de legerleiding van Joshua liepen alle weerbare mannen zes dagen zwijgend een ronde om de muren van de stad. In hun gevolg droegen de priesters de ark van het verbond. Op de zevende dag liepen ze zevenmaal rond de stad; waarna ze op bevel van Joshua op hun sjofars (ramshoorns) bliezen. Het volk moest hierop in luid geschreeuw uitbarsten, waarna de muren instortten en de belegeraars kwamen probleemloos in de stad, waarna zij alle bewoners doodden (Jozua 6:1-21).
Het Bijbelverhaal fungeert als metafoor, waarin door op het blazen op muziekinstrumenten de overwinning op het kwaad tot stand komt.

## Oudste versies
De oudst bekende opname van het nummer werd in 1922 uitgebracht op het Black Swan-label door de Harrod's Jubilee Singers onder de titel "Joshua Fought the Battle of Jericho". Bekender werd de opname van Paul Robeson met begeleiding van Lawrence Brown, opgenomen op 30 juli 1925 onder de titel "Joshua Fit the Battle of Jericho" en uitgebracht op Victor Records. Een heruitgave is verschenen op zijn dubbel cd The Essential Paul Robeson [ASV/Living Era] uit 2001.

## Tekst en melodie
refrein:
coupletten:
You may talk about your king of Gideon,
You may talk about the man of Saul,
There's no one like good old Joshua
At the battle of Jericho
Up to the walls of Jericho,
He marched with a spear in hand,
Go blow them ram horns, Joshua cried,
Cause the battle am in my hand.
Then the lam-ram sheep horns begin to blow,
The trumpets begin to sound,
Joshua commanded the children to shout,
And the walls come a-tumblin down.

## Bekende uitvoeringen
- Barbara Hendricks met de Moses Hogan Singers op het album Give Me Jesus: Spirituals[5]
- Mahalia Jackson zong het nummerop haar album Newport 1958
- Elvis Presley bracht het nummer op zijn album His Hand in Mine uit 1960. Het verscheen ook op single in 1966.
- Hugh Laurie speelde het nummer op zijn album Let Them Talk.